# Arcangelisia
Arcangelisia é um género botânico pertencente à família Menispermaceae.

## Espécies
- Arcangelisia flava
- Arcangelisia gusanlung
- Arcangelisia inclyta
- Arcangelisia lemniscata
- Arcangelisia loureiri
- Arcangelisia tympanopoda